# Victor Dethier
Victor Dethier, né le 23 mars 1892 à Jemeppe-sur-Meuse et mort le 23 avril 1963 à Liège, est un coureur cycliste belge. Professionnel de 1909 à 1921, il a notamment remporté le championnat de Belgique sur route en 1914.
Il est inhumé à l'ancien cimetière de Heusay.

## Palmarès
- 1907
  - 2e de Bruxelles-Jemeppe
- 1909
  - 3e du Circuit Jemeppien
- 1910
  - 6e étape du Tour de Belgique
  - 2e de Bruxelles-Oupeye
- 1911
  - Circuit Jemeppien
  - Étoile Carolorégienne
- 1912
  - 2e de l'Étoile Carolorégienne
- 1914
  -  Champion de Belgique sur route
- 1920
  - 8e de Liège-Bastogne-Liège